# Paranectria oropensis
Paranectria oropensis är en lavart. Paranectria oropensis ingår i släktet Paranectria och familjen Bionectriaceae.

## Underarter
Arten delas in i följande underarter:
- parviseptata
- oropensis